# Ладислав Візек
Ладислав Візек (чеськ. Ladislav Vízek, нар. 22 січня 1955, Хлумець-над-Цидліноу) — чехословацький футболіст, що грав на позиції півзахисника. Футболіст року в Чехословаччині (1983 та 1985).
Виступав, зокрема, за клуб «Дукла» (Прага), а також національну збірну Чехословаччини. У складі збірної — олімпійський чемпіон, бронзовий призер чемпіонату Європи та учасник чемпіонату світу.

## Клубна кар'єра
Народився 22 січня 1955 року в місті Клумек-над-Чидліноу. Вихованець футбольної школи клубів «Чехіє» (Глушице) та «Їскра» (Новий Биджов).
1974 року був призваний до армії і проходив військову службу у «Дуклі» (Жатець), в якій провів один сезон у третьому дивізіоні. Своєю грою за цю команду привернув увагу представників головної армійської команди країни, «Дукла» (Прага), до складу якої був переведений 1975 року. Відіграв за празьку команду наступні 11 сезонів своєї ігрової кар'єри. Більшість часу, проведеного у складі празької «Дукли», був основним гравцем команди. У складі празької «Дукли» був одним з головних бомбардирів команди, маючи середню результативність на рівні 0,36 гола за гру першості.
За цей час Візек став триразовим чемпіоном Чехословаччини і триразовим володарем Кубка Чехословаччини. У сезоні 1978/79 Візек разом з командою дійшов до чвертьфіналу Кубка УЄФА. У наступному сезоні Візек забив 16 голів в чемпіонаті, що дозволило йому в кінці 1980 року увійти в число номінантів на «Золотий м'яч». Сезон 1981/82 Візек закінчив з 15-ма голами в 29-и матчах і став найкращим бомбардиром чемпіонату разом з Петером Гердою. У наступному сезоні Візек зіграв 26 матчів і забив 13 голів, через що був визнаний найкращим футболістом Чехословаччини. В кінці 1985 року Візек знову став найкращим футболістом Чехословаччини і вдруге увійшов в число номінантів на «Золотий м'яч». У своєму останньому сезоні Візек допоміг своїй команді дійти до півфіналу Кубка володарів кубків. Всього у складі «Дукли» Ладислав Візек зіграв більше 350-ти матчів (309 матчів у чемпіонаті і 27 в єврокубках) і забив у них більше 120-ти голів (114 голів у чемпіонаті і 7 в єврокубках).
Завершив ігрову кар'єру у французькій команді «Гавр», за яку виступав протягом 1986—1988 років. І якщо в першому сезоні його клуб зумів врятуватись від вильоту, посівши 17-е місце, то в наступному «Гавру» клуб, зайнявши останнє місце опустився в Дивізіон 2, після чого чехословацький півзахисник завершив ігрову кар'єру. Всього за «Гавр» Візек відіграв 65 матчів (61 в чемпіонаті і 4 в Кубку) і забив у них 11 голів.

## Виступи за збірну
Ладислав Візек виступав за молодіжну збірну Чехословаччини, у складі якої він провів всього один товариський матч з угорцями (0:2) 14 жовтня 1975 року.
20 квітня 1977 року дебютував в офіційних іграх у складі національної збірної Чехословаччини в товариському матчі проти збірної Угорщини, що завершився поразкою чехословаків з рахунком 0:2.
У складі збірної був учасником чемпіонату Європи 1980 року в Італії, на якому зіграв у всіх чотирьох матчах своєї збірної і забив один гол у грі проти збірної Греції. На тому чемпіонаті чехословаки завоювали бронзові медалі, обігравши у матчі за третє місце господарів чемпіонату, збірнк Італії, у серії пенальті з рахунком 9:8, після того, як основний час матчу закінчився нічиєю з рахунком 1:1. Однак сам Візек участі в серії післяматчевих пенальті не брав, оскільки був замінений на Мирослава Гайдушека ще на 64-й хвилині.
Того ж року Візек у складі олімпійської збірної поїхав до Москви на XXII літні Олімпійські ігри. Візек зіграв у всіх шести матчах і забив чотири голи, а його збірна у фіналі обіграла збірної НДР з рахунком 1:0 і здобула золоту олімпійську медаль. Всього на рахунку Візека 12 матчів і 5 голів у складі олімпійської збірної Чехословаччини.
Свій останній виступ за збірну Ладислав Візек провів, 27 травня 1986 року, в матчі тристороннього турніру в Ісландії проти збірної Ірландії, що завершився поразкою чехословаків з рахунком 0:1. Загалом протягом кар'єри у національній команді, яка тривала 9 років, провів у її формі 55 матчів, забивши 13 голів і 3 матчі він провів як капітан збірної.

## Титули і досягнення

### Командні
- Чемпіон Чехословаччини (3):

«Дукла» (Прага): 1976/77, 1978/79, 1981/82
- Володар Кубка Чехословаччини (3):

«Дукла» (Прага): 1980/81, 1982/83, 1984/85
- Олімпійський чемпіон (1):

Чехословаччина: 1980

### Індивідуальні
- Найкращий бомбардир чемпіонату Чехословаччини: 1981/82 (15 голів)
- Футболіст року в Чехословаччині: 1983, 1985

## Особисте життя
Його брат, Мілан Візек, також був футболістом.
Дочка Ладислава Павлина 28 червня 1996 року одружилася з чеським футболістом Владіміром Шміцером, всього за два дні до фінального матчу чемпіонату Європи, на який футболіст встиг повернутись з весілля і навіть вийти на поле. Має онуків Наталі та Їржі (діти Владіміра і Павлини).
У 2016 році Ладислав взяв участь у танцювальному конкурсі чеської версії Танців з зірками, де танцював разом з Євою Крейчиржовою і посів 9 місце з 10.